# Tierras Altas (Argentina)
Tierras Altas (también llamada km 38, conocida así por su kilómetro respecto de la cabecera del FF.CC. Belgrano Norte) es una localidad argentina ubicada en el partido de Malvinas Argentinas, provincia de Buenos Aires, en el centro-norte del Gran Buenos Aires.